# Décès en février 1991
Décès
- 1987
- 1988
- 1989
- 1990
- 1991
- 1992
- 1993
- 1994
- 1995

Pour une information complémentaire, voir la page d'aide.

| Date       | Nom                     | Activités                                                                                    | Âge | Source |
| ---------- | ----------------------- | -------------------------------------------------------------------------------------------- | --- | ------ |
| 1 février  | Herzl Rosenblum         | homme politique et journaliste israélien                                                     | 87  | (en)   |
| 3 février  | Nancy Kulp              | actrice américaine                                                                           | 69  |        |
| 3 février  | Luciano Contreras       | matador mexicain                                                                             | 87  |        |
| 3 février  | Harry Ackerman          | producteur de télévision américain                                                           | 78  |        |
| 5 février  | Johnny Eck              | acteur américain                                                                             | 79  |        |
| 8 février  | Elisabetta Martinez     | religieuse italienne, fondatrice, bienheureuse                                               | 85  |        |
| 9 février  | Michel-Marie Poulain    | peintre, mannequin et danseuse française                                                     | 84  |        |
| 10 février | Georges Dayez           | peintre, graveur et lithographe français de la Nouvelle École de Paris                       | 83  |        |
| 13 février | Arno Breker             | sculpteur allemand                                                                           | 90  |        |
| 15 février | Maurice Morel           | prêtre et peintre français                                                                   | 82  |        |
| 21 février | Margot Fonteyn          | danseuse britannique                                                                         | 71  |        |
| 24 février | Georges Capdeville      | Arbitre de football international français.                                                  | 91  |        |
| 24 février | José Hector Rial Laguia | footballeur argentin naturalisé espagnol                                                     | 62  | (es)   |
| 26 février | Raoul Chavialle         | médecin général inspecteur                                                                   | 93  |        |
| 27 février | Colette Richarme        | peintre français                                                                             | 87  |        |
| 28 février | Sante Monachesi         | peintre et sculpteur italien                                                                 | 81  |        |
| 28 février | Abel Quezada            | illustrateur, caricaturiste, dessinateur, conteur, peintre, écrivain et journaliste mexicain | 70  |        |